# Губинский сельский округ (Можайский район)
Губинский сельский округ — упразднённая административно-территориальная единица, существовавшая на территории Можайского района Московской области в 1994—2006 годах.
Балабановский сельсовет был образован в первые годы советской власти. По данным 1919 года он входил в состав Елмановской волости Можайского уезда Московской губернии.
В 1923 году Балабановский с/с был преобразован в Губинский сельсовет, но уже в 1926 году он вновь стал Балабановским.
В 1927 году Губинский с/с был восстановлен путём выделения из Балабановского.
В 1929 году Губинский с/с вошёл в состав Можайского района Московского округа Московской области. При этом к нему был присоединён Шоховский с/с.
25 января 1952 года из Губинского с/с в Кутловский сельсовет было передано селение Шохово.
14 июня 1954 года Губинский с/с был упразднён, а его территория передана в Кутловский с/с.
8 августа 1959 года Губинский с/с был восстановлен путём объединения Кутловского и Ивакинского с/с. Его центром стало селение Губино.
20 августа 1960 года из Ваулинского с/с в Губинский были переданы селения Арбеково, Бартеньево, Волосково, Елево, Жизлово, Кобяково, Кобяковский хутор, Сокольниково, Стреево и Шеляково.
1 февраля 1963 года Можайский район был упразднён и Губинский с/с вошёл в Можайский сельский район. 11 января 1965 года Губинский с/с был возвращён в восстановленный Можайский район.
1 апреля 1966 года из Нововасильевского с/с в Губинский были переданы селения Бородавкино, Вороново, Глуховка, Купрово, Лопатино, Преснецово, Свинцово и Шибинка. Одновременно из Губинского с/с в Юрловский были переданы селения Арбеково, Бартеньево, Волосково, Гальчино, Дурнево, Елево, Жизлово, Кобяково, Кортуново, Кутлово, Сокольники, Стреево, Цезарево, Шеляково, Шохово и посёлок лесничества.
30 мая 1978 года в Губинском с/с было упразднено селение Панино.
23 июня 1988 года в Губинском с/с была упразднена деревня Новосоловьёво.
3 февраля 1994 года Губинский с/с был преобразован в Губинский сельский округ.
В ходе муниципальной реформы 2004—2005 годов Губинский сельский округ прекратил своё существование как муниципальная единица. При этом все его населённые пункты были переданы в сельское поселение Юрловское.
29 ноября 2006 года Губинский сельский округ исключён из учётных данных административно-территориальных и территориальных единиц Московской области.